# Диденко, Игорь Николаевич
И́горь Никола́евич Диде́нко (укр. І́гор Микола́йович Діде́нко, род. 20 квітня 1964) — до 2000 года украинский бизнесмен, после 2000 года — госслужащий высшего уровня. В период 1993—1997 — владелец крупнейших цементных заводов Украины; с 1998 один из руководителей государственной фирмы «Укрнафта»; в 1999—2000 и в 2008—2010 — 1-й заместитель председателя правления НАК «Нафтогаз»; в 2000 исполнял обязанности председателя НАК «Нафтогаз».
Известен тем, что во исполнение российско-украинского договора от 19.01.2009 принял на баланс государственной компании НАК «Нафтогаз» 11 млрд м³ газа от компании «Росукрэнерго» в счёт имевшегося у неё долга в размере $1,7 млрд, за что арестован 9 июля 2010 (ст. 191 Уголовного кодекса Украины, «растрата чужого имущества в особо крупных размерах»); по состоянию на июнь 2011 находится в СИЗО, 26 апреля 2011 дело Диденко возвращено Генпрокуратуре на дорасследование.
С 8 мая 2014 — заместитель Министра энергетики и угольной промышленности Украины.
8 декабря 2015 года Заместитель министра энергетики и угольной промышленности Украины Игорь Диденко написал заявление об отставке по собственному желанию.

## Ранние годы. Образование
Игорь Диденко родился в 1964 году в г. Казатин Винницкой области. После окончания школы поступил в Киевский университет им. Т. Шевченко — на факультет кибернетики. В 1986 получил диплом по специальности «экономическая кибернетика». После окончания университета направлен на работу на Киевский радиозавод в конструкторское бюро. Вступил в компартию; в 1988 избран секретарем комитета комсомола Киевского радиозавода.

## «Цементный бизнес» Диденко (1993—1997)
В конце 80-х идёт в частный бизнес. Начиная с 1993 — долгое время возглавлял ООО «Хорда», которая владела пятью цементными заводами. ООО «Хорда» — дочернее предприятие «Градобанка» («Градобанк» возник на базе «Киевкоопбанка», возглавлял эти банки Виктор Жердицкий).
До 1996 года «Градобанк» входил в десятку крупнейших банков Украины (кредитные вложения «Градобанка» на тот момент составляли более $250 млн.). Наибольшая доля инвестиций банка приходится на дочернюю структуру «Градобанка» — ООО «Хорда», которую возглавлял Игорь Диденко. Основное внимание Жердицкого и Диденко — было направлено на цементные заводы. В 1993—1995 годах «Хорда» выделяет более $20 млн на оптимизацию основных производственных мощностей Каменец-Подольського цементного завода. В 1996 году «Градобанк» получает контроль над Николаевским цементным заводом во Львовской области — второе по величине предприятие цементной отрасли на Украине. В 1997 Николаевским цементным заводом заинтересовалась французская фирма «Ляфарж» (один из крупнейших производителей цемента на европейском рынке), которая скупала предприятия по всей Восточной Европе. С усиленным интересом «Ляфарж» к украинскому заводу и связывают последующий арест Виктора Жердицкого (12 марта 1997 года, на Украине) — хотя официально Жердицкому инкриминировали «махинации с деньгами, выделенными правительством Германии в качестве компенсации украинским остарбайтерам (за принудительные работы в Германии в 1941—1945 годах)».
Пресса сообщала, что якобы в офис «Градобанка» приходили представители «Ляфаржа» и предлагали содействие в освобождении Жердицкого при условии, что «Градобанк» и «Хорда» не препятствуют тому, чтобы «Ляфарж» приобрёл контрольный пакет акций «Николаевцемента». Игорь Диденко, который (после ареста Жердицкого) взял на себя все функции по защите предприятия, отказался. И проиграл. Сообщалось, то на стороне «французских инвестиций от Ляфаржа» выступали : премьер-министр Валерий Пустовойтенко и вице-премьер Сергей Тигипко. В частности, Сергею Тигипко в ноябре 1997 года была вручена высшая награда Франции — Орден Почетного Легиона (за экономическое сотрудничество с Францией).
Диденко рассказывал эту историю в таких словах : «Когда Жердицкий занимался цементной отраслью, его основным конкурентом был „Лафарж“. Они („Лафарж“) имели прямой выход на Кучму, Ширак встречался с ним (с Кучмой) довольно регулярно». «Мои объекты, которые забрали полностью — это цементная отрасль. Комбинация „улыбка Ширака в обмен на благосклонность Кучмы“ привела к тому, что у группы „Хорда“ были изъяты акции пяти цементных заводов. На сегодняшний день это мощные бизнес-структуры, их забрали незаконно. Поскольку это делалось с привлечением Фонда госимущества, то при наличии политической воли к этим вопросам надо возвращаться. Хотя де-факто их забирали у „Градобанка“, который, в свою очередь, захватил их у „Хорды“ за невозвращённые кредиты. Сейчас я не знаю, существует ли вообще „Градобанк“. Одной из причин, почему французскому „Лафаржу“ удалось завладеть нашим цементным комплексом, является то, что с нами не рассчитались потребители цемента. Наибольшим должником был „Киевгорстрой“, вечно возглавляемый Поляченко. Их куратором, который полностью признавал долги — в 5 миллионов долларов образца 1993 года! — был заместитель городского головы Омельченко. Но, после его назначения городским головой Киева, Омельченко просто исчез из процесса общения. Очень жаль, что люди такого уровня обладают способностью банально „кидать“ бизнесменов. И я очень сочувствую доверчивым вкладчикам, которые могут попасть в ловушку финансово-строительной пирамиды в Киеве».
Через полгода (осенью-1997) Жердицкого выпустили из СИЗО без суда. Дело закрыли. Через несколько месяцев, в марте-1998, Жердицкий был избран «народным депутатом парламента Украины» и получил «депутатскую неприкосновенность» — избран он был в Закарпатской области, которая считалась вотчиной Медведчука (руководителя администрации президента Кучмы). В те годы «команда президента Кучмы» победила «команду Лазаренко», на Украине продолжалась жёсткая конкуренция в верхах в сфере политики и бизнеса.

## «Укрнафта» и «Нафтогаз» в 1998—2000
После потери позиций в «цементной отрасли» в 1997 году («Градобанк» забрал за долги — 5 заводов фирмы «Хорда»; а у «Градобанка» эти заводы забрала фирма «Лафарж») Игорь Диденко к осени-1997 — переключился на работу в государственной фирме «Укрнафта».
В начале 1998 года (незадолго до выборов в Верховную Раду Украины) Игорь Диденко стал одним из управляющих государственной компании ОАО «Укрнафта»; его компаньоном становится Игорь Бакай (глава государственной компании НАК «Нафтогаз»; человек, из команды президента Кучмы), с которым Диденко сохранил хорошие отношения даже в 2005 году, хотя Бакай принадлежал к «команде Кучмы», а Диденко от той команды пострадал.
В июне 1998 года «Укрнафта» вошла в Национальную акционерную компанию «Нафтогаз Украины», Игорь Диденко стал первым заместителем Игоря Бакая (председателя правления «Нафтогаза»). Диденко контролировал часть нефтегазового рынка, но считается, что Диденко так и не успел стать «олигархом».
В марте 2000 (во время правительства Ющенко-Тимошенко) Бакай написал заявление об отставке с поста председателя правления «Нафтогаза» (тогда же ушёл в отставку и министр экономики Тигипко); и обязанности председателя правления НАК «Нафтогаза» стал исполнять Диденко. Однако уже 20 июня 2000 года Диденко был уволен с этого поста (приказ об увольнении подписал первый вице-премьер Ехануров).
Диденко занял неоднозначную политическую позицию, с одной стороны, он всегда имел хорошие отношения с экс-главой Нафтогаза Бакаем (а Бакай входил в число наиболее доверенных лиц президента Кучмы); с другой стороны, после отставки Бакая (весной 2000 года) Диденко стал и. о. главы Нафтогаза в правительстве Ющенко-Тимошенко. На этом посту Диденко вызвал недовольство и команды Кучмы (тем, что работал в русле «нефте-газовых реформ Тимошенко»), и команды Ющенко-Тимошенко :
- В мае 2000 года Диденко санкционировал (вопреки мнения профильного вице-премьера Тимошенко) «вексельный взаимозачёт» между государственным «Днепрэнерго» и «приватизированными облэнерго» (большая часть которых была под влиянием народного депутата Григория Суркиса (из команды Кучмы)); с привлечением к операциям «Украинского кредитного банка» (в управляющий совет которого входил тот же Г. Суркис). В результате государство могло потерять 550 млн грн.[2] Кабинет Министров аннулировал данную операцию и Ющенко подготовил проект постановления об отставке Диденко. Но Диденко устоял.
- В июне 2000 года Диденко (вновь по просьбе команды Кучмы) идёт на демонстрацию несостоятельности «правительства Ющенко-Тимошенко» : Нафтогаз отключает подачу газа нескольким предприятиям Днепропетровска во время пребывания там президентов Кучмы и Назарбаева. В результате, 20 июня 2000 года первый вице-премьер Юрий Ехануров подписал Постановление Кабинета Министров № 999 об освобождении Игоря Диденко с должности руководителя «Нафтогаза».[2]

Отставка Диденко (и тем более Бакая) означала временное ослабление влияния «команды президента Кучмы» на рынок газа и нефтепродуктов — это дало вице-премьеру по топливно-энергетическому комплексу Тимошенко возможность реформировать рынок газа и нефти на Украине (в частности, Тимошенко исключила «вексельные взаимозачёты и бартер»); и получить весьма существенные средства для гос. бюджета.

## Политические взгляды Диденко
Игорь Диденко не являлся, и не является «политическим деятелем Украины»; он был крупным бизнесменом в 1993—1997 годах (без статуса «олигарха»); с 1998 года — Диденко является одним из руководителей ОАО «Укранафта»; с 1999 — одним из руководителей НАК «Нафтогаз» (то есть является «государственным служащим высшего ранга»).
Диденко трудно отнести к какой-либо «группе или партии „в украинской политике“» :
- В 1997 году Игорь Диденко вступает в «Партию „Реформы и порядок“» (сокращённо «ПРП»; это партия либерально-патриотического направления; лидером партии являлся Виктор Пинзеник, который с 2000 примыкал к премьер-министру Ющенко).
- Во время работы в НАК «Нафтогаз» (1998—2000) — был партнёром главы «Нафтогаза» Игоря Бакая; был близок к «группе Волкова»[2] (Волков и Бакай это «ближайшее окружение президента Кучмы» в 1998—2004, усилиями которых была, в частности, уволена Тимошенко в январе 2001). В декабре 2005 (когда Бакай был уже «в опале у оранжевых властей» и скрывался от правоохранительных органов Украины в Москве) Диденко открыто поддержал Бакая : «Бакай — проукраински настроенный человек».[5]
- Но в то же время, у Диденко (в 1990-х) были плохие отношения с Сергеем Тигипко (поскольку Тигипко помогал «Ляфарж» в борьбе против «цементного бизнеса Диденко»); и даже с Виктором Медведчуком : «Эксперты считают, что реальными целями в „деле Жердицкого“ являются Пинзеник и Ющенко и что за банкротством „Градобанка“ стоит… нынешний (март 2004) глава Администрации Президента Виктор Медведчук)».[2]
- В период работы и. о. главы НАК «Нафтогаз» в 2000 — у Диденко был «конфликт на производственной почве» с вице-премьером Ю. Тимошенко. Хотя в январе 2008 — именно премьер Тимошенко назначает Диденко «первым заместителей главы „Нафтограза“», возвратив, таким образом, Диденко на его пост через 8 лет.
- В период 2008—2010 (период «КабМина Тимошенко») Диденко редко появлялся в СМИ. Выполняя «договор между Украиной и Россией от 19.1.2009», Диденко принял на баланс НАК «Нафтогаз» 11 млрд м³ природного газа от «Газпрома» (за что Диденко был арестован после прихода к власти Януковича).

## Диденко под следствием в немецкой тюрьме в 2001—2004 годах

### Вновь «дело Жердицкого». Суд над Диденко в 2001—2004. Оправдание Диденко
Жердицкого выпустили из СИЗО (на Украине) без суда — осенью 1997 года. С марта-1998 Жердицкий был избран «депутатом парламента Украины» и пользовался депутатской неприкосновенностью. Лишь через три года «правоохранительные органы Украины» вновь вспомнили о «деньгах остарбайтеров» — и в конце 2000 года организовали арест депутата Жердицкого в Германии (именно в Германии, потому что Жердицкий был депутатом парламента Украины, и имел «депутатскую неприкосновенность» от ареста на Украине). Жердицкого обвинили в давнем деле 1996—1997 годов : в присвоении DM86 млн украинских остарбайтеров.
Диденко не преследовали во время «первого ареста Жердицкого на Украине, 1997». Бывшие компаньоны Жердицкий и Диденко — рассорились ещё в 1996—1997 годах (потому что «Градобанк» отобрал за долги — все цементные заводы «Хорды»). Однако, 14 июля 2001 года Диденко был арестован немецкой полицией в аэропорту Франкфурта (во время транзитного перелёта в Киев — Диденко вышел из «зоны аэропорта» на территорию Германии, где и был арестован) — был обвинён в сговоре с Жердицким, и в расхищении «4 млн дойчмарок остарбайтеров» из «Градобанка» в 1997 году. Диденко так комментировал те события:
- «Его (Жердицкого) задержали (в Германии, 2000 год), обвинив в отмывании денег, но это отпало через полгода. Поэтому им стал нужен я — ведь они держали парламентария другой страны (Жердицкого) за решеткой без всякой судебной перспективы! Сначала они попытались пришить злоупотребления деньгами остарбайтеров. Когда это дело развалилось и они это признали, то начали раскручивать обычные бизнес-связи украинского банка („Градобанка“) с украинской фирмой („Хорда“)!».[5]

В июне-2004 Диденко был приговорен «земельным судом в Хильдесхайме (Германия)» к 4 годам и 3 месяцам лишения свободы (и тогда же освобождён из заключения в связи с тем, что уже отсидел две трети этого срока в предварительном заключении); но подал апелляцию и был полностью оправдан судом более высокой инстанции во Франкфурте-на-Майне в декабре 2004 года. В 2008 году вновь занял пост «первого заместителя председателя правления НАК „Нафтогаз“».
Следствие в Гильдесхайме по делу Диденко длилось 35 месяцев (беспрецедентно долго); всё это время Диденко находился в одиночной камере 8 м² (с телевизором и даже с «ограниченным интернетом»); Диденко ходил на судебные заседания в майке с надписью «Я ненавиже немецкую ложь» (на ношение майки дала разрешение судья). Сразу же после оглашения приговора (летом 2004) — Диденко был выпущен на свободу (но оставался в Германии; а на Украину вернулся лишь 8.2.2005 — то есть после назначения «КабМина Тимошенко» 4.2.2005). Диденко поясняет эти события так :
- «Вопрос : За что же суд Германии приговорил вас к четырём годам и трём месяцам тюремного заключения? — За то, что я якобы помог Жердицкому злоупотребить доверием в отношении его родного „Градобанка“. Но этот вердикт не вступил в законную силу. Материалы сейчас находятся в Генеральной прокуратуре Германии, затем они поступят на рассмотрение в Верховный суд ФРГ. Мои шансы на оправдательный приговор в немецком суде очень оптимистичны. Находясь за решеткой 35 месяцев, я не был осужден. Суд просто выбрал срок наказания так, чтобы „на момент вынесения приговора“ я уже отсидел две трети этого времени. Ибо это давало возможность мне сразу выйти на волю».[5]

### Диденко был полностью оправдан в Германии в 2004 году
В декабре 2004 года Диденко был полностью оправдан судом Франкфурта. В интервью сайту «Украинская правда» (16.12.2005) Диденко заявил и продемонстрировал оправдательный приговор — «к деньгам остарбайтеров он не имел никакого отношения. Это обвинение просто отпало во время суда»: 

- «Еще раз подчеркиваю: ни злоупотребления, ни тем более „кражи остарбайтерские денег“ ни по украинским, ни по немецким законам никогда не было. Могу показать цитату из приговора немецкого суда (во Франкфурте), где заявлено: несуществующая кража остарбайтерские денег не имела никакой связи с вопросом, который изучался три года в суде Гильдесхайма (по делу Диденко)».[5]

В 2005 году Диденко добился снятия судимости. А в 2006 году Верховный суд Германии оправдал и Жердицкого.

### Причины ареста Диденко в 2001 году
Как следует из оправдательного решения суда — причины ареста Диденко не связаны с «деньгами остарбайтеров», по мнению самого Диденко и украинской прессы, преследование Диденко связано с тем, что он оказался в «правительстве Ющенко-Тимошенко 2000—2001 годов» и принимал участие в «реформировании газового рынка» :

1) В 2000 году Диденко конфликтовал с вице-премьером Тимошенко, однако сам Диденко оказался автором некоторых «реформ нефте-газового сектора» :

— «Вопрос сайта „Украинская правда“, декабрь-2005 : Известно, что когда вы работали исполняющим обязанности главы „Нафтогаза“, у вас был конфликт с Тимошенко. — Был, но он был вызван абсолютно производственными причинами. Тимошенко отстаивала один путь развития „Нафтогаза“ и его подразделений, я — другой. У неё в 1999 году были представления образца 1994 года о функционировании газового комплекса. Она оперировала из своего удачного опыта трех-пятилетней давности. Хотя Тимошенко тогда (2000 год) действительно сделала весьма позитивные шаги на рынке торговли электроэнергии, а мы сделали достаточно позитивные шаги на рынке торговли газом».
2) Диденко утверждал, что за два дня до ареста встречался с Ющенко по поводу будущих выборов (партия в которую входил Диденко, либеральная партия «Партия реформы и порядок», в то время уже была в блоке Ющенко) :

— «Последняя моя встреча с ним (с Ющенко) была за два дня до моего ареста, даже помню дату — 12 июля 2001 года. Мы дискутировали о конфигурации выборов в парламент 2002 года».
3) Также Диденко говорил, что «дело Градобанка» пытались привязать к лидеру оппозиции Ющенко (который до 1999 года возглавлял НацБанк Украины) :
«Вопрос : Немецкий суд освободил вас летом 2004 года. Почему вы сразу не вернулись на Украину — боялись Кучмы? — Я был готов вернуться. Но определённые силы — сторонники прежней власти — просили меня во время заключения и после освобождения давать лживые интервью против кандидата в президенты Ющенко, связанные с остарбайтерскими деньгами. Если помните, то Янукович не побрезговал упомянуть эту тему даже во время дебатов с Ющенко (в декабре-2004). Но я ответственно заявляю — кражи остарбайтерские денег ни-ког-да не бы-ло! Это доказал немецкий суд. Всех заинтересованных могу ознакомить с документами».
4) О дне ареста Диденко говорил : «Кстати, я тогда ехал на последнее собеседование с тогдашним премьером Кинахом для повторного назначения меня первым заместителем главы „Нафтогаза“». Нафтогаз рассматривался как мощный финансовый ресурс; приближались парламентские выборы-2002 и власть стремилась не допустить сторонников оппозиции к ресурсам «Нафтогаза» (на выборах-2002 оппозиция действительно победила «провластные партии»).

## Семья Игоря Диденко
О семье И. Диденко известно немного :

— В 2001—2004 годах — по указанию И. Диденко семья проживала в Испании, поскольку опасались возвращаться на Украину. По состоянию на июль 2010 Диденко имел трёх малолетних детей; женат.

— О сыне (1997 г. р.) Диденко рассказывал : «мой маленький сын с четырёх до семи лет своей жизни ежемесячно ездил из Испании в немецкую тюрьму. Перед свиданиями со мной его обыскивали как настоящего преступника!»; «мой сын ходил в социальную школу в родном селе Хуана Антонио Самаранча (в Испании) вместе с африканцами и латиноамериканцами».

## 2004—2008 года
В 2004—2008 гг. Диденко являлся председателем совета директоров «Международного института проблем энергетической безопасности».

## 2008 год. Выдворение посредника «УкрГазЭнерго»
В 2008 году И. Диденко был назначен на должность первого заместителя председателя правления НАК «Нафтогаз» — премьер-министр Тимошенко, которая отзывалась о нём как о «махинаторе» 8 лет назад, сменила свою точку зрения. С первых дней работы — Диденко проводит линию премьер-министра (с которой был согласен и президент Ющенко) на выдворение с рынка Украины — посредника «УкрГазЕнерго» (который был создан правительством Еханурова), события развивались довольно остро (пик обострения пришёлся на 8 февраля 2008).

## 2010 год. Арест Диденко по делу Росукрэнерго
10 июня 2010 против И. Диденко было открыто уголовное дело по подозрению в «растрате чужого имущества в особо крупных размерах» (ст. 191 Уголовного кодекса Украины).
9 июля 2010 (пятница) Диденко был арестован СБУ на улице, по дороге с работы : «Его просто схватили на улице и предъявили обвинения в экономических преступлениях». На этот же день припало «60-ти летие Януковича» (в личном дворце Януковича в Крыму происходило шумное празднование, были приглашены олигархи и звёзды эстрады, вёл концертную программу Ф. Киркоров; по оценкам прессы — стоимость юбилея составила более трёх млн. дол.).
Решение о взятии Диденко под стражу приняла судья Мария Приндюк, которая в 2003 году выпустила под подписку о невыезде генерала Пукача (руководителя «департамента внешнего наблюдения» МВС Украины). По окончании суда Диденко прокричал вслед судьям, выходившим из зала: «Теперь идите на Банковую за премией!»
Ю. Тимошенко так прокомментировала арест Диденко : «И господин Макаренко, и господин Диденко защищали национальные интересы Украины и убирали компанию RUE (РосУкрЭнерго) с газового рынка как посредника между Россией и Украиной».
12 июля 2010 газета «Коммерсантъ-Украина» поместила оценки экспертов относительно причин ареста Диденко :
- «Все, что делается, имеет только один смысл — сделать Юлию Тимошенко менее активной и более покладистой» — сказал директор Института проблем управления им. Горшенина Владимир Фесенко.
- «Действия СБУ призваны прежде всего остановить попытки БЮТ : законодательно помешать возврату 11 млрд кубометров газа RUE и отправить в отставку главу Минтопэнерго Юрия Бойко».[10]

## 2011 год
26 апреля 2011 Печерский районный суд Киева возвратил в Генпрокуратуру дело по обвинению заместителя председателя НАК «Нафтогаз Украины» Игоря Диденко, экс-председателя Государственной таможенной службы Украины Анатолия Макаренко, бывшего заместителя начальника «Энергетической региональной таможни» Тараса Шепитько. Такое постановление суд вынес, в связи с возбуждением Генпрокуратурой Украины уголовного дела относительно экс-премьера Украины Юлии Тимошенко относительно «газовых контрактов между Украиной и Россией от 19.1.2009 года». Суд мотивировал своё решение тем, что по уголовным делам в отношении Диденко, Макаренко, а также Тимошенко «изучаются те же события и обстоятельства».